# Indolestes albicaudus
Indolestes albicaudus är en trollsländeart som först beskrevs av Robert McLachlan 1895.
Indolestes albicaudus ingår i släktet Indolestes och familjen glansflicksländor. Inga underarter finns listade i Catalogue of Life.